# Brough (Kumbria)
Brough – wieś i civil parish w Anglii, w Kumbrii, w dystrykcie (unitary authority) Westmorland and Furness. Leży 58 km na południowy wschód od miasta Carlisle i 366 km na północny zachód od Londynu. W 2011 roku civil parish liczyła 751 mieszkańców.